# بل ایکس-۱۴
بل ایکس-۱۴ (به انگلیسی: Bell X-14) یک هواپیمای تحقیقاتی عمودپرواز بود که در دهه ۵۰ در آمریکا به پرواز درآمد. هدف اصلی این پروژه نشان دادن قابلیت یک جت برای برخاستن عمودی، تغییر حالت به پرواز افقی، و فرود عمودی بود. بر خلاف ایکس-۱۳ که برای فرود و برخاستن به حالت عمودی درمی‌آمد و روی دم خود می‌نشست، ایکس-۱۴ از نیروی هدایت شده برای برای پرواز عمودی استفاده می‌کرد. نیروی موتورهای توربوجت هواپیما از طریق خروجی‌هایی که در مرکز ثقل هواپیما قرار داشتند به سمت پایین هدایت می‌شد تا هواپیما را از جا بلند کند. سپس این خروجی‌ها بسته و نیرو به سمت عقب هواپیما هدایت می‌شد تا ایکس-۱۴ را مانند یک هواپیمای معمولی به پرواز درآورد.